# Mucuna coriacea
Mucuna coriacea är en ärtväxtart som beskrevs av John Gilbert Baker. Mucuna coriacea ingår i släktet Mucuna och familjen ärtväxter.

## Underarter
Arten delas in i följande underarter:
- M. c. coriacea
- M. c. irritans